# Област на езерата Уиландра
Областта на езерата Уиландра (на английски: Willandra Lakes Region) е защитена територия в Нов Южен Уелс, Австралия, с площ около 2400 квадратни километра.
Тя обхваща района на група плейстоценски езера, пресъхнали преди около 18 500 години и превърнали се в полупустиня. Там са запазени множество археологически находки, сред които най-ранните следи от Homo sapiens sapiens извън Африка и най-старите свидетелства за кремация на възраст 40 хиляди години. Запазените от сухия климат геоложки и палеонтологични данни са ценен източник за изучаване на развитието на екосистемите през плейстоцена.
През 1981 година Областта на езерата Уиландра е включена в Списъка на световното културно и природно наследство на ЮНЕСКО.
Поредицата от езера се е образувала преди повече от 2 млн. години и е била обитавана от аборигени още преди 50 хил. години Преди 1880 г. голяма част от солените езера са имали растително покритие, но пристигащите заселници донасят със себе си зайци и овце, които бързо унищожават почти всичко. Силните ветрове бързо ускоряват темпото на ерозия, което води до множество археологически открития през 20 век.
В рамките на този регион се намира и Национален парк Мунго.